# Flaga obwodu woroneskiego
Flaga obwodu woroneskiego (NHR:2006) zatwierdzona 30 maja 2005 to prostokątny materiał w proporcjach (szerokość do długości) – 2:3 koloru czerwonego. Na fladze po stronie drzewca jest umieszczona kompozycja herbu obwodu woroneskiego: żółta góra utworzona z dużych kamieni, na zboczu której z przewróconego białego dzbanka wylewa się biała woda. Motyw ten nawiązuje do historycznego herbu Woroneża (z 1781 r.).
Kolor czerwony symbolizuje siłę życia, męstwo, święto, piękno i pracę.
Kolor biały (srebrny) to symbol bogactwa, czystości, sprawiedliwości, wspaniałomyślności, a także pokoju.
Kolor żółty (złoty) to symbol urodzaju, obfitości i płodności ziem, a złoto także symbolizuje wielkość oddziaływania, szacunek, siłę, intelekt oraz świętość i duchowość.
Żółta góra na fladze to przedstawienie pięknego prawobrzeża Woroneża.
Przewrócony biały (srebrny) dzbanek, z którego wylewa się woda, to unikatowy, historyczny symbol Woroneża, mówiący o bogactwie i płodności tamtejszej ziemi. Poza tym dzbanek, jako naczynie powstałe w wyniku pracy rąk ludzkich, pokazuje pracowitość mieszkańców obwodu.

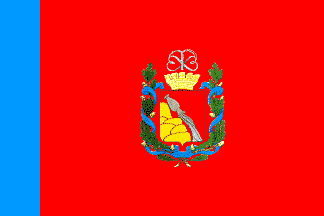
Flaga obwodu woroneskiego (1998-2005)

Pierwsza flaga obwodu woroneskiego była zatwierdzona 1 lipca 1997, ale ustawa nie została podpisana przez przewodniczącego Dumy Obwodu Woroneskiego. Po upływie roku (10 lipca 1998) znowu podjęto temat flagi, 29 lipca ustawa została podpisana i weszła w życie 13 sierpnia 1998 r.
Flaga była koloru czerwonego (szerokość do długości – 2:3) z niebieskim pasem wzdłuż drzewca szerokości i z herbem obwodu woroneckiego w centrum. Flaga została utworzona na podstawie flagi FSRR. Podążając za rekomendacją Herbowej Rady przy Prezydencie Rosji mówiącą, że na fladze nie powinno być herbu, lecz jego przedstawienie stworzono nową propozycję flagi, która została zatwierdzona 30 maja 2005 r. i zaczęła obowiązywać od 8 lipca 2005 r.